# Luis I de Borbón-Condé
Luis I de Borbón, príncipe de Condé (Vendôme, 7 de mayo de 1530 - Jarnac, 13 de marzo de 1569), fue un importante líder y general hugonote. El primero de la rama familiar de Borbón-Condé. Hijo de Carlos IV de Borbón y de Francisca de Alençon.

## Biografía
Nació en Vendôme, quinto hijo de Carlos de Borbón, duque de Vendôme, y hermano menor de Antonio de Borbón (1518-1562), quien contrajo matrimonio con Juana de Albret, reina de Navarra; el hijo de estos, sobrino del príncipe Luis, llegó a ser el rey Enrique IV de Francia (1553-1610).
Luis, general del ejército de Francia, luchó en la batalla de Metz en 1552 y en la Batalla de San Quintín en 1557, donde el duque de Guisa intentó defender sin éxito a Francia del ataque de las fuerzas imperiales de Felipe II. 
Convertido al Protestantismo, estuvo envuelto en la Conjura de Amboise (1560), tramada por la Casa de Borbón y los líderes hugonotes, que buscaban el secuestro del joven monarca francés Francisco II (1544-1560) y así usurpar el poder a los Guisa, católicos estrictos y dueños de la regencia. El plan falló y terminó en una terrible matanza de hugonotes. Arrestado en octubre de 1560, fue puesto en libertad en 1561.
Reanudadas las Guerras de Religión, el 2 de abril de 1562 el ejército hugonote de Condé capturó Orleans, en donde suponía estaba secuestrado el rey de Francia, Carlos IX, por los Guisa. La reina Catalina de Médici proclamó que ni ella ni su hijo estaban secuestrados y consideró la acción de Condé desleal y rebelde. El general protestante fue capturado en la Batalla de Dreux (1562). En Orleans, Francisco I, duque de Guisa, fue asesinado. Y cuando la reina entendió que las cosas irían a peor, una tregua permitió que Luis llegara a un acuerdo con el partido católico, la Paz de Amboise (1563), que toleraba el protestantismo hugonote. Los enfrentamientos religiosos se reanudan en 1567 y el príncipe Luis cae asesinado en la Batalla de Jarnac, 1569. Su hijo Enrique también fue general hugonote.

### Matrimonios e hijos
El 22 de junio de 1551, contrajo matrimonio con Leonor de Roucy de Roye (1536-1564), obteniendo como dote el pueblo de Conti-sur-Selles, que pasaría luego a línea de los príncipes de Conti. Hijos de Leonor y Luis Borbón-Condé:
- Enrique de Borbón (1552-1588), después príncipe de Condé.
- Francisco de Borbón (1558-1614), después príncipe de Conti.
- Carlos de Borbón (1562-1594), cardenal-arzobispo de Ruan.

- (5 hijos de vida efímera: * Margarita de Borbón (1556), Carlos de Borbón (1557), Luis de Borbón (1562-1563), Magdalena de Borbón (1563) y Catalina de Borbón (1564)).

Habiendo enviudado, contrajo segunda nupcias (8 de noviembre de 1565) con Francisca de Orleans-Longueville (1549-1601), descendiente por línea masculina del rey Carlos V de Francia. Hijos de Francisca y Luis:
- Carlos de Borbón (1566-1612), después conde de Soissons.
- (2 hijos de vida efímera: Luis de Borbón (1567-1568) y Benjamín de Borbón (1569-1573)).